# Anuario Colombiano de Historia Social y de la Cultura
Anuario Colombiano de Historia Social y de la Cultura es la publicación del Departamento de Historia de la Universidad Nacional de Colombia, sede Bogotá. Dado su carácter académico, la revista publica artículos que son resultado de la investigación sobre historia de Colombia, América Latina y el resto del mundo, aunque también acepta análisis historiográficos y teóricos. El Anuario es reconocido por ser la primera revista universitaria dedicada a los estudios históricos en Colombia y por ser uno de los órganos más importantes de difusión de la investigación histórica en el país.
Los manuscritos que son considerados por el Anuario Colombiano de Historia Social y de la Cultura son arbitrados por reconocidos investigadores expertos en las temáticas de los artículos. La revista "hace parte del Índice Nacional de Publicaciones Seriadas Científicas y Tecnológicas Colombianas de Colciencias –Publindex– (Categoría B), además de estar indexada en la biblioteca electrónica Scielo Colombia, en Fuente Académica (EBSCO), en Red de Revistas Científicas de América Latina y el Caribe, España y Portugal —RedALyC—, en Hispanic American Periodical Index —HAPI—, en Historical Abstracts y en América: History and Life".

## Historia
El Anuario nace en 1963 como una publicación de la Sección de Historia de Colombia y América de la Facultad de Filosofía y Letras de la Universidad Nacional de Colombia. Dirigido por Jaime Jaramillo Uribe, tenía el propósito de estimular la investigación histórica dentro de orientaciones científicas que representaban una ruptura con la historia tradicional practicada en el país. Frente al énfasis convencional en la historia política, subrayaba los temas de historia de las ideas, historia de la cultura e historia social, como su mismo nombre lo indicaba. Publica en sus primeros números artículos de historiadores colombianos y extranjeros como Jaramillo Uribe, Magnus Mörner, Demetrio Ramos, Juan Friede, Frank Safford, Santiago Sebastián y otros, con temas como las relaciones entre esclavos y señores en la sociedad colonial, la demografía precolombina, las comunidades indígenas, la historia del arte y similares. Además, la revista publica una amplia sección de crítica bibliográfica, a cargo del secretario de redacción de la revista, Jorge Orlando Melo y transcripciones de documentos sobre historia social del Archivo Histórico Nacional. En 1965, al crearse la Facultad de Ciencias Humanas y el Departamento de Historia dentro de ella, el Anuario pasó a ser publicado por este departamento. 
En las siguientes décadas la revista muestra una importante apertura en términos temáticos y de procedencia de los autores. Particularmente, es evidente el incremento de manuscritos dedicados al estudio del siglo XX colombiano, así como también aumenta de manera considerable el número de artículos que tienen como objeto de estudio la historia latinoamericana y mundial.